# نسخه پیش از انتشار
نسخه پیش از انتشار (انگلیسی: Preprint) مدرکی، معمولاً مقاله مجله، که پیش از انتشار رسمی، چاپ شود.
بخشی از یک اثر که پیش از انتشار تمام اثر، منتشر و توزیع شده باشد. مقاله ای که قبل از تشکیل یک کنفرانس، به کنفراس ارسال می شود.

به انتشار رسمی مقاله قبل از ثبت یا پذیرش نهایی آن در کنفرانس یا ژورنال، پیش چاپ گفته می شود که یک فرایند پذیرفته شده و قانونی در فضای نشر بین المللی است و نسخه های پیش چاپ مقالات قابلیت انتشار، اشتراک، دریافت نظر، و حتی ارجاع دارند و در صورت ثبت در یک سرور معتبر پیش چاپ، همواره قابلیت استناد حقوقی خواهند داشت.
شما به عنوان نویسنده، می توانید مقالات خود را قبل از ثبت در دبیرخانه ژورنال/کنفرانس، و یا حین انجام پروسه داوری و قبل از پذیرش نهایی، به عنوان پیش چاپ منتشر نمایید. همچنین اگر مقاله تخصصی نوشته اید، و در حال حاضر نمی خواهید پروسه های داوری را طی نمایید، میتوانید بلافاصله آن را به صورت Preprint ثبت کنید. در حاضر ۴۰ سرور بزرگ پری‌پرینت داریم که برخی از آن‌ها سرویس های جهانی هستند، برخی منطقه‌ای، برخی ملی و برخی سرورها، سازمانی هستند. 
علیرغم اینکه از سال 1991 انتشار نسخه های پیش چاپ برای رشته های فیزیک و ریاضی شروع شده بود ولی این سرویس به طور خاص همزمان با پاندمی کرونا در حوزه پزشکی با استقبال فزاینده ای مواجه شد.

## مخازن پیش چاپ
مخازن پیش چاپ یا سرورهای پری پرینت (preprint) منتشر کننده مقالات پژوهشی هستند که به لحاظ محتوایی کامل هستند ولی فرایند داوری همسان یا peer review که در ژورنالهای علمی قبل از انتشار وجود دارد، برای این مقالات اجرا نشده است. در این پلتفرمها، مخاطبان میتوانند مقالات علمی پیش چاپ را مطالعه کنند و نظرات خودشان را در خصوص جذابیت موضوع، روش شناسی کار، نتایج آن، کاستی ها و چه بسا پیشنهاداتی برای بهبود کارهای تحقیقاتی بعدی یا نسخه نهایی همان مقاله ارائه دهند. به عبارت دیگر نویسندگان مقالات با ثبت مقاله در سرورهای پیش چاپ ضمن آنکه میتوانند در اولین فرصت، بدون واسطه، ایده و امتیاز کار علمی را به نام خود ثبت کنند و فرصت خوبی برای شناسایی همکاران تحقیقاتی به دست بیاورند، از امتیاز تبادل نظرات و دریافت بازخوردهای متخصصین تا قبل از انتشار نسخه رسمی مقاله خود بهره میبرند.
برخی از سرورهای پیش چاپ محدود به موضوعات خاصی هستند و برخی از آنها به صورت چند موضوعی فعالیت میکنند در حال حاضر تنها مخزن پیش چاپ مقالات فارسی، سرور سیویلیکا است که در همه موضوعات علمی به صورت رایگان قابلیت ثبت مقالات پیش چاپ را دارد.